# 邱勝宥
邱勝宥（2001年10月10日—）為台灣棒球選手，目前效力於中華職棒樂天桃猿，守備位置為捕手。於2020年季中選秀中被樂天桃猿以第六輪第三十二順位選進。

## 經歷
- 桃園市龜山國小少棒隊
- 桃園市龜山國中青少棒隊
- 臺南市私立南英高級商工職業學校青棒隊[4]
- 新竹市立成德高級中學青棒隊[5]
- 中華職棒樂天桃猿（2020年9月4日－）